# العلاقات المجرية السورية
العلاقات المجرية السورية هي العلاقات الثنائية التي تجمع بين المجر وسوريا.

## مقارنة بين البلدين
هذه مقارنة عامة ومرجعية للدولتين:
| وجه المقارنة                                              | المجر                                                       | سوريا                    |
| --------------------------------------------------------- | ----------------------------------------------------------- | ------------------------ |
| المساحة (كم2)                                             | 93.04 ألف                                                   | 185.18 ألف               |
| عدد السكان (نسمة)                                         | 9.78 مليون                                                  | 18.27 مليون              |
| الكثافة السكانية (ن./كم²)                                 | 105.12                                                      | 98.66                    |
| العاصمة                                                   | بودابست                                                     | دمشق                     |
| اللغة الرسمية                                             | اللغة المجرية                                               | اللغة العربية            |
| العملة                                                    | فورنت مجري                                                  | ليرة سورية               |
| الناتج المحلي الإجمالي (بليون دولار)                      | 139.14 مليار                                                | 60.20 مليار              |
| الناتج المحلي الإجمالي (تعادل القوة الشرائية) بليون دولار | 260.42 مليار                                                |                          |
| الناتج المحلي الإجمالي الاسمي للفرد دولار أمريكي          | 12.36 ألف                                                   |                          |
| الناتج المحلي الإجمالي للفرد دولار أمريكي                 | 25.07 ألف                                                   |                          |
| مؤشر التنمية البشرية                                      | 0.828                                                       | 0.594                    |
| رمز المكالمات الدولي                                      | +36                                                         | +963                     |
| رمز الإنترنت                                              | .hu                                                         | .sy                      |
| المنطقة الزمنية                                           | ت ع م+01:00، ت ع م+02:00، أوروبا/بودابست ‏، توقيت وسط أوروبا | ت ع م+02:00، ت ع م+03:00 |

## مدن متوأمة
في ما يلي قائمة باتفاقيات التوأمة بين مدن مجرية وسورية:
- ترتبط بودابست مع دمشق باتفاقية توأمة منذ 28 يناير 1995.[15][15][15][15]

## منظمات دولية مشتركة
يشترك البلدان في عضوية مجموعة من المنظمات الدولية، منها:
| علم المنظمة | اسم المنظمة                               | تاريخ انضمام المجر | تاريخ انضمام سوريا |
| ----------- | ----------------------------------------- | ------------------ | ------------------ |
|             | مؤسسة التنمية الدولية                     | 29 أبريل 1985      | 28 يونيو 1962      |
|             | يونسكو                                    | 14 سبتمبر 1948     | 16 نوفمبر 1946     |
|             | وكالة ضمان الاستثمار متعدد الأطراف        | 21 أبريل 1988      | 14 مايو 2002       |
|             | الأمم المتحدة                             | 14 ديسمبر 1955     | 24 أكتوبر 1945     |
|             | الاتحاد البريدي العالمي                   | ?                  | ?                  |
|             | البنك الدولي للإنشاء والتعمير             | 7 يوليو 1982       | 10 أبريل 1947      |
|             | الاتحاد الدولي للاتصالات                  | 1866               | 12 يناير 1924      |
|             | منظمة حظر الأسلحة الكيميائية              | ?                  | ?                  |
|             | مؤسسة التمويل الدولية                     | 29 أبريل 1985      | 28 يونيو 1962      |
|             | المركز الدولي لتسوية المنازعات الاستشارية | 6 مارس 1987        | 24 فبراير 2006     |
|             | منظمة الشرطة الجنائية الدولية             | ?                  | ?                  |

## أعلام
هذه قائمة لبعض الشخصيات التي تربطها علاقات بالبلدين:
- أيدا محمد (مبارزة بالسيف مجرية، 12 مارس 1976 – )
- بهجت اسكندر (14 أغسطس 1943 – )

## وصلات خارجية
- موقع وزارة الخارجية المجرية